# Сент-Огюстен (церковь)
Церковь Святого Августина (Сент-Огюстен, фр. Église Saint-Augustin) — католический храм в VIII округе Парижа. Церковь занимает квартал между бульваром Мальзерб (Boulevard Malesherbes), авеню Сезар-Кэр (Avenue César-Caire), улицей Бьенфезанс (Rue de la Bienfaisance) и улицей Лаборд (Rue de Laborde). Площадь треугольной формы перед главном фасадом церкви названа в её честь — площадь Сент-Огюстен (Place Saint-Augustin). Также её имя носит расположенная неподалёку станция метро. Административно относится к архиепархии Парижа.

## Строительство
В ходе османизации Парижа в середине XIX века в районе, который ныне составляет VIII округ Парижа, была проложена серия прямых магистралей и построено большое количество новых зданий, вызвавших приток населения. Увеличившееся количество жителей требовало строительства новой церкви, причём, по замыслу градостроителей, внешне она должна была соответствовать новому облику района. Для строительства был выбран квартал между расходящимися под острым углом бульваром Мальзерб и авеню Сезар-Кэр. Возведение церкви было поручено Виктору Бальтару, архитектору Ле-Аль.
Строительство храма было начато в 1860 году и закончено 11 годами позднее. Главной проблемой, стоявшей перед строителями, была необходимость вписать церковь в V-образное пространство между улицами. Задача была решена с помощью новой для того времени технологии — церковь была собрана из металлических ферм и обложена камнем. Церковь Блаженного Августина имеет в длину более 100 метров, высота купола около 80 метров; она стала первым сооружением с металлическим каркасом таких размеров. Из-за наличия металлических ферм в конструктивной основе в Сент-Огюстен отсутствуют привычные контрфорсы.

## Архитектура
Внешний облик церкви также необычен, в эклектических формах просматриваются черты романского и византийского влияния. Сент-Огюстен эффектно завершает собой перспективу первой части бульвара Мальзерб со стороны площади Мадлен. Главный фасад церкви украшен тремя арочными проходами в нижней части с символами евангелистов над ними и гигантской розой в верхней части. Между ней и аркадой — галерея скульптур 12 апостолов. В плане церковь не прямоугольна — алтарная часть шире фасада. Такая форма также была продиктована необходимостью вписать церковь в пространство расходящихся улиц, в то же время, благодаря такой форме, при движении внутри церкви от входа к алтарю, боковые капеллы становятся всё более обширными. Купол церкви расписан известным художником Адольфом Бугро.
В церкви Сент-Огюстен пережил обращение к вере блаженный Шарль де Фуко, впоследствии монах-траппист и исследователь Африки.